# ЮАР на летних Олимпийских играх 1996
ЮАР принимала участие в Летних Олимпийских играх 1996 года в Атланте (США) в пятнадцатый раз за свою историю, и завоевала три золотых, одну серебряную и одну бронзовую медали.

## 01!Золото
- Плавание (100 метров, брасс, женщины) — Пенни Хейнс.
- Плавание (100 метров, брасс, женщины) — Пенни Хейнс.
- Лёгкая атлетика (марафон, мужчины) — Джозайя Тугване.

## 02!Серебро
- Лёгкая атлетика (бег, 800 метров, мужчины) — Эзекиль Сепенг.

## 03!Бронза
- Плавание (100 метров, на спине, женщины) — Марианне Крель.

## Результаты соревнований

### Академическая гребля
В следующий раунд из каждого заезда проходили несколько лучших экипажей (в зависимости от дисциплины). В финал A выходили 6 сильнейших экипажей, остальные разыгрывали места в утешительных финалах B-D.
Мужчины
| Соревнование | Спортсмены              | Предварительный заезд | Предварительный заезд | Предварительный заезд | Отборочный заезд | Отборочный заезд | Отборочный заезд | Полуфинал      | Полуфинал      | Полуфинал      | Финал   | Финал   | Итоговое место |
| Соревнование | Спортсмены              | Заезд                 | Время                 | Место                 | Заезд            | Время            | Место            | Заезд          | Время          | Место          | Время   | Место   | Итоговое место |
| ------------ | ----------------------- | --------------------- | --------------------- | --------------------- | ---------------- | ---------------- | ---------------- | -------------- | -------------- | -------------- | ------- | ------- | -------------- |
| двойки       | Грегори Бейн Джон Калли | 2                     | 7:01,05               | 6                     | 1                | 7:11,14          | 4 QC             | не участвовали | не участвовали | не участвовали | Финал C | Финал C | 16             |
| двойки       | Грегори Бейн Джон Калли | 2                     | 7:01,05               | 6                     | 1                | 7:11,14          | 4 QC             | не участвовали | не участвовали | не участвовали | 7:09,91 | 4       | 16             |